# Arilje
Arilje (en serbe cyrillique : Ариље) est une ville et une municipalité de Serbie, situées dans le district de Zlatibor. Au recensement de 2011, la ville comptait 6 762 habitants et la municipalité dont elle est le centre 18 725.

## Géographie
Arilje est situé à l'ouest de la Serbie, à 12 km au sud de Požega, à 28 km au nord d'Ivanjica, à 36 km au sud-ouest d'Užice et à 46 km au sud-est de Čačak. La ville se trouve sur les bords du Rzav Golija, le principal affluent de la Moravica, et à proximité du confluent entre les deux rivières. Si la ville elle-même se trouve à une altitude 330 m, le village de Bjeluša, situé dans la municipalité, est situé à une altitude de 1 328 m.
La municipalité d'Arilje est entourée par celles de Požega au nord, Čajetina à l'ouest, Nova Varoš et Ivanjica au sud et Lučani à l'est.

## Climat
Le climat d'Arilje et de sa région est observé depuis 1941 par la station météorologique de Zlatibor, située à 1 028 m d'altitude, coordonnées 43° 44′ N, 19° 43′ E, dans la municipalité voisine de Čajetina. Des variations sont à noter en fonction de l'altitude. Globalement, les monts Zlatibor, où se trouve Arilje, jouissent d'un climat subalpin. Pour la période 1961-1990, la température moyenne annuelle s'élevait à 7,1 °C et à 7,9 °C pour la période 1991-2008. La température la plus basse jamais enregistrée à la station a été de −23,1 °C, le 26 janvier 1954, et la température la plus élevée a été de 35,8 °C, le 24 juillet 2007. La moyenne des précipitations varie elle aussi selon les endroits. Selon les relevés de la station, le jour le plus pluvieux a été le 11 septembre 1974, avec 114 mm. Entre 1961 et 1990, on comptait une moyenne de 68 jours de chute de neige et, en tout, 112 jours d'enneigement par an ; les chutes de neige les plus importantes jamais enregistrées en une seule journée ont eu lieu le 16 mars 1956, avec 93 cm de couverture. Pour la même période, la région du Zlatibor comptait également 117 jours de brouillard et 168 jours d'ensoleillement (moins de 0,1 mm de pluie).
| Mois                                         | Janv | Fév  | Mars | Avr  | Mai  | Juin | Juil | Août | Sept | Oct  | Nov  | Déc  | Année |
| -------------------------------------------- | ---- | ---- | ---- | ---- | ---- | ---- | ---- | ---- | ---- | ---- | ---- | ---- | ----- |
| Températures moyennes 1961-1990 (°C)         | -3,3 | -1,5 | 2,0  | 6,6  | 11,5 | 14,4 | 16,3 | 16,3 | 13,1 | 8,4  | 3,2  | -1,5 | 7,1   |
| Températures moyennes 1991-juillet 2008 (°C) | -2,0 | -1,9 | 2,7  | 7,2  | 12,6 | 16,1 | 17,9 | 18,0 | 13,0 | 8,9  | 3,6  | -1,3 | 7,9   |
| Précipitations moyennes 1961-1990 (°C)       | 68,0 | 60,8 | 64   | 76,8 | 100  | 110  | 96   | 78,3 | 83,4 | 66,6 | 85,4 | 75   | 964,3 |
| Précipitations moyennes 1991-2007 (mm)       | 53,6 | 62,9 | 69,7 | 78,6 | 84,2 | 85,6 | 83,1 | 66,4 | 85,8 | 72,3 | 78,7 | 80   | 900,7 |

## Histoire

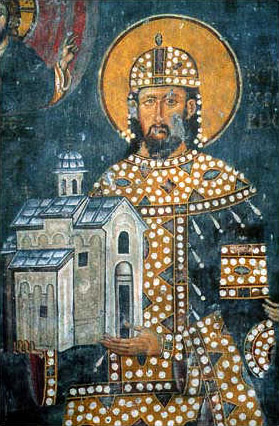
Stefan Dragutin, tenant dans les mains une maquette de l'église Saint-Achille

Le territoire de l'actuelle municipalité d'Arilje est occupée depuis la Préhistoire, ainsi qu'en attestent des découvertes archéologiques réalisées dans des grottes situées de part et d'autre de la rivière du Veliki Rzav, par exemple sur le territoire de l'actuel village de Radobuđa et qui remontent au Paléolithique. Le peuplement de la région est ininterrompu au cours de l'âge du cuivre, de l'âge du bronze et de l'âge du fer, avec des découvertes réalisées à Trnjaci, Davidovića čair et Cerova. Au Ier siècle av. J.-C., les Romains s'installèrent dans la région qui fit partie de la province de Dalmatie. Les vestiges d'une forteresse romaine subsistent au hameau de Gradina sur le territoire du village de Brekovo, ainsi que ceux d'une route reliant les villes actuelles de d'Ivanjica et de Požega, empruntant la vallée de la Moravica. Après la chute de l'Empire romain, l'histoire de la région n'est plus documentée pendant plusieurs siècles.
Après le Xe siècle, des réfugiés venus de Larissa, en Grèce, s'installèrent à l'emplacement de la ville actuelle, où ils apportèrent les reliques de Saint Achille qui avait été évêque de leur ville au IVe siècle et y fondèrent un monastère. En 1219, Saint Sava, le fondateur de l'Église orthodoxe de Serbie fit du monastère d'Arilje le centre de l'évêché de la Morava, qui s'étendait alors sur une région comprenant Arilje, Užice, Valjevo et Čačak. Une cathédrale y fut construite à l'initiative du roi Stefan Dragutin au XIIIe siècle, ornée de fresques entre 1283 et 1286. De cette période de la Serbie médiévale datent également les vestiges actuels de la forteresse de Golubinjak, près de Visoka, et certains vestiges de la forteresse de Gradina à Brekovo ou encore le « champ de l'empereur » (en serbe : Carevo polje) qui, selon la légende, en 1389, aurait servi de campement à l'armée du prince Lazar en marche vers le Kosovo pour y affronter l'Empire ottoman. À la suite de la bataille de Kosovo Polje, où le prince trouva la mort, la région d'Arilje passa progressivement sous le contrôle des Turcs. Au temps de la Grande migration des Serbes de 1690, la région fut vidée d'une partie de ses habitants, remplacés par de nouveaux venus originaires de l'est de l'Herzégovine et du Monténégro.
Après le premier et le second soulèvement serbe contre les Ottomans, Arilje connut un premier développement économique, au sein de la principauté de Serbie, autonome vis-à-vis de la Sublime Porte ; ce premier développement était fondé sur l'agriculture, l'élevage, l'artisanat et le commerce. Le konak de Jovan Micić, un haïdouk et un combattant des deux rébellions contre les Turcs, fut construit en 1823 et la Vieille école (Stara škola) en 1834. Le roi de Serbie Milan Ier Obrenović fit d'Arilje une municipalité en 1882.

## Localités de la municipalité d'Arilje

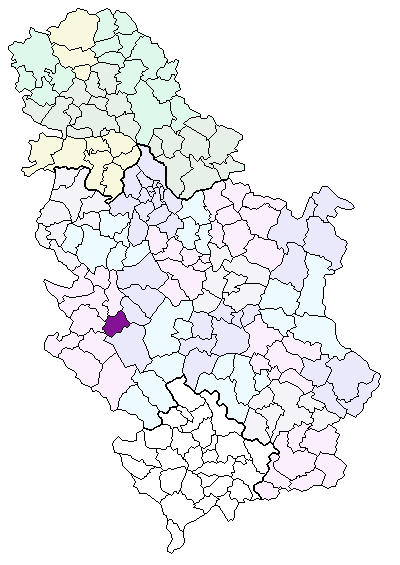
Localisation de la municipalité d'Arilje en Serbie

La municipalité d'Arilje compte 22 localités :
| - Arilje - Bjeluša - Bogojevići - Brekovo - Vigošte - Virovo - Visoka - Vrane - Grdovići - Grivska - Dobrače | - Dragojevac - Kruščica - Latvica - Mirosaljci - Pogled - Radobuđa - Radoševo - Severovo - Stupčevići - Trešnjevica - Cerova |

Arilje est officiellement classée parmi les « localités urbaines » (en serbe : градско насеље et gradsko naselje) ; toutes les autres localités sont considérées comme des « villages » (село/selo).

## Démographie

### Ville

#### Évolution historique de la population dans la ville
| 1948 | 1953  | 1961  | 1971  | 1981  | 1991  | 2002  | 2011  |
| ---- | ----- | ----- | ----- | ----- | ----- | ----- | ----- |
| 785  | 1 006 | 1 328 | 3 164 | 4 982 | 6 074 | 6 744 | 6 762 |

## Religion
Sur le plan religieux, Arilje et sa région sont essentiellement peuplées de Serbes orthodoxes ; elles relèvent de l'éparchie de Žiča (en serbe cyrillique : Епархија жичка), qui a son siège au monastère de Žiča, situé près de Kraljevo.

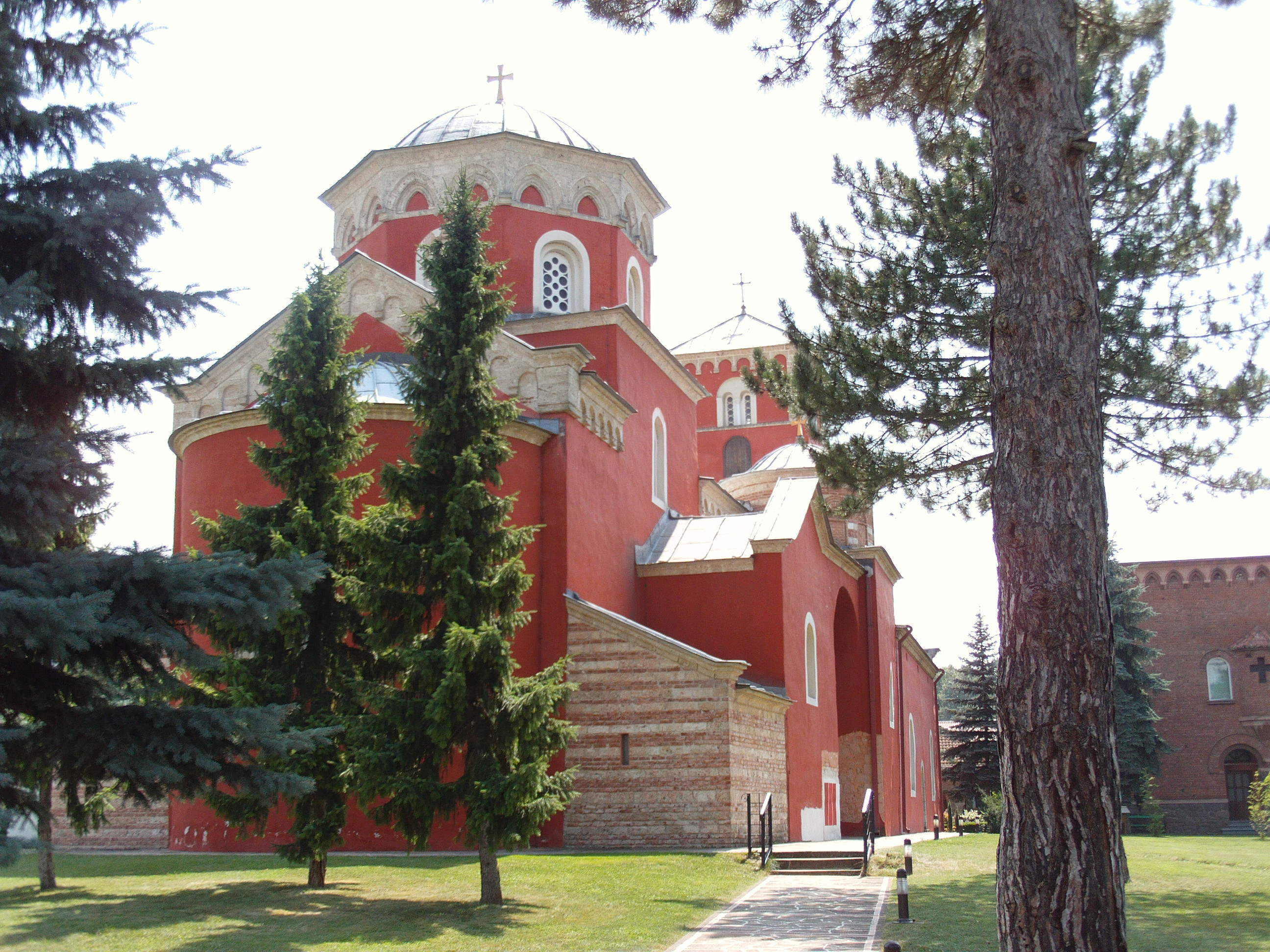
Le monastère de Žiča, siège de l'éparchie de Žiča

## Politique

### Élections locales de 2008
À la suite des élections locales serbes de 2008, les 34 sièges de l'assemblée municipale d'Arilje se répartissaient de la manière suivante, :
| Parti                                | Sièges |
| ------------------------------------ | ------ |
| Parti démocratique                   | 11     |
| Parti radical serbe                  | 9      |
| Liste « Tous pour Arilje »           | 5      |
| Parti démocratique de Serbie         | 3      |
| Nouvelle Serbie                      | 3      |
| Parti socialiste de Serbie           | 4      |
| « Ligue pour Arilje » SPO - G17 Plus | 1      |

Mirjana Avakumović, née en 1959 à Arilje, docteur en stomatologie, a été élue présidente de la municipalité ; elle est membre du Parti démocratique (DS), le parti du président Boris Tadić. Le vice-président de la municipalité est Svetislav Petrović, né en 1937, diplômé de la Faculté d'agriculture de l'Université de Belgrade ; il membre du Parti socialiste de Serbie (SPS). La présidence de l'assemblée municipale a été confiée à Momo Plazinčić, qui conduisait la liste indépendante « Tous pour Arilje » (en serbe : Сви за Ариље et Svi za Arilje.

### Élections locales de 2012
À la suite des élections locales serbes de 2012, les 35 sièges de l'assemblée municipale d'Arilje se répartissaient de la manière suivante :
| Parti                                                           | Sièges |
| --------------------------------------------------------------- | ------ |
| Donnons de l'élan à Arilje (Parti progressiste serbe et alliés) | 9      |
| Parti démocratique                                              | 7      |
| Mouvement des travailleurs et des paysans                       | 6      |
| Parti socialiste de Serbie - Parti des retraités unis de Serbie | 5      |
| Parti radical serbe                                             | 3      |
| Preokret za Arilje                                              | 3      |
| Dveri za život Srbije                                           | 2      |

Zoran Todorović, membre du Parti progressiste serbe (SNS), qui dirigeait la liste Ouvrons Arilje soutenue par Tomislav Nikolić, a été élu président de la municipalité.

## Culture
La Bibliothèque nationale, dont l'origine remonte à 1895, est la plus ancienne institution culturelle d'Arilje ; son fonds comprend environ 20 000 ouvrages. Dans la ville, elle joue le rôle d'un véritable centre culturel ; de fait, la bibliothèque possède une petite maison d'édition et elle gère également la Galerie municipale installée dans la Vieille école, un bâtiment qui remonte à la première moitié du XIXe siècle, et la Maison Sokoski (Sokolski Dom), qui possède une salle de cinéma pouvant accueillir 194 spectateurs,. Dans la ville se trouve également la maison du héros Stevan Čolović, qui abrite aujourd'hui le Musée mémorial de l'insurrection nationale du district d'Arilje (Memorijalni muzej narodnog ustanka sreza Ariljskog), créé en 1981 ; il conserve des armes, des uniformes et des documents liés à l'insurrection des Partisans qui a eu lieu en 1941 contre l'occupant nazi. La localité de Brekovo possède un Musée local d'ethnologie (Zavičajni etnološki muzej) fondé en 1980 par Mihailo Gavrilović dans sa propre maison ; il présente des pièces de monnaie, des ustensiles de cuisine, des outils de l'artisanat et de l'agriculture traditionnels, ainsi que des souvenirs de la guerre de Javor (1876). L'orchestre de cuivres Danijela (Orkestar Danijela) a été créé à Arilje en 2003.
La bibliothèque organise aussi quelques manifestations comme les Jours de mai de la culture (Majski dani kulture) et l'Exposition de la création amateur du district de Zlatibor (Smotra stvaralaštva amatera Zlatiborskog okruga), qui a lieu en octobre. Une colonie d'art avait lieu en juillet mais cette manifestation est actuellement interrompue faute de moyens financiers.

## Sport
Arilje possède un club de football, le FK Budućnost Arilje, un club de basket-ball, le KK Klik Arilje, et un club de handball, le RK Arilje.

## Éducation
Sur le plan de l'enseignement préscolaire (en serbe : predškolsko obrazovanje), Arilje dispose d'une crèche et d'une école maternelle. Quatre écoles élémentaire (osnovne škole), qui comptent en tout dix annexes, sont situées sur le territoire de la municipalité : l'école Stevan Čolović d'Arilje, dont l'origine remonte à 1848-1849, l'école Ratko Jovanivić de Kruščica, l'école Svetolik Lazarević de Brekovo et l'école Jezdimir Tripković de Latvica.
La ville dispose d'un établissement d'études secondaires (srednja škola) qui comporte une section d'enseignement général, une section de génie mécanique et de métallurgie, une section de génie électrique, une section d'économie et une section spécialisée dans le domaine du textile et du cuir. Plus récemment, et compte tenu des besoins locaux, l'établissement a également ouvert deux sections supplémentaires, une dans le domaine du chauffage et de la climatisation et une autre dans le domaine du stylisme.

## Économie
Les secteurs prédominants de l'économie d'Arilje sont l'agriculture et l'agroalimentaire, ainsi que l'industrie manufacturière (industrie textile, industrie du bois et petite métallurgie).
L'agriculture reste une des activités principales de la municipalité. Les fruits, et notamment les framboises, constituent l'une des productions les plus réputées de la région ; cette culture intensive représente plus de 15 000 t par an, dont l'essentiel est vendu à l'exportation sous forme congelée ; le secteur produit également des fraises, des prunes et des pommes, ainsi que des légumes et, notamment, des pommes de terre. L'élevage est également représenté dans la région avec les bovins, les ovins, les porcs, et, dans une moindre mesure, les chevaux, les chèvres et les volailles.

## Tourisme

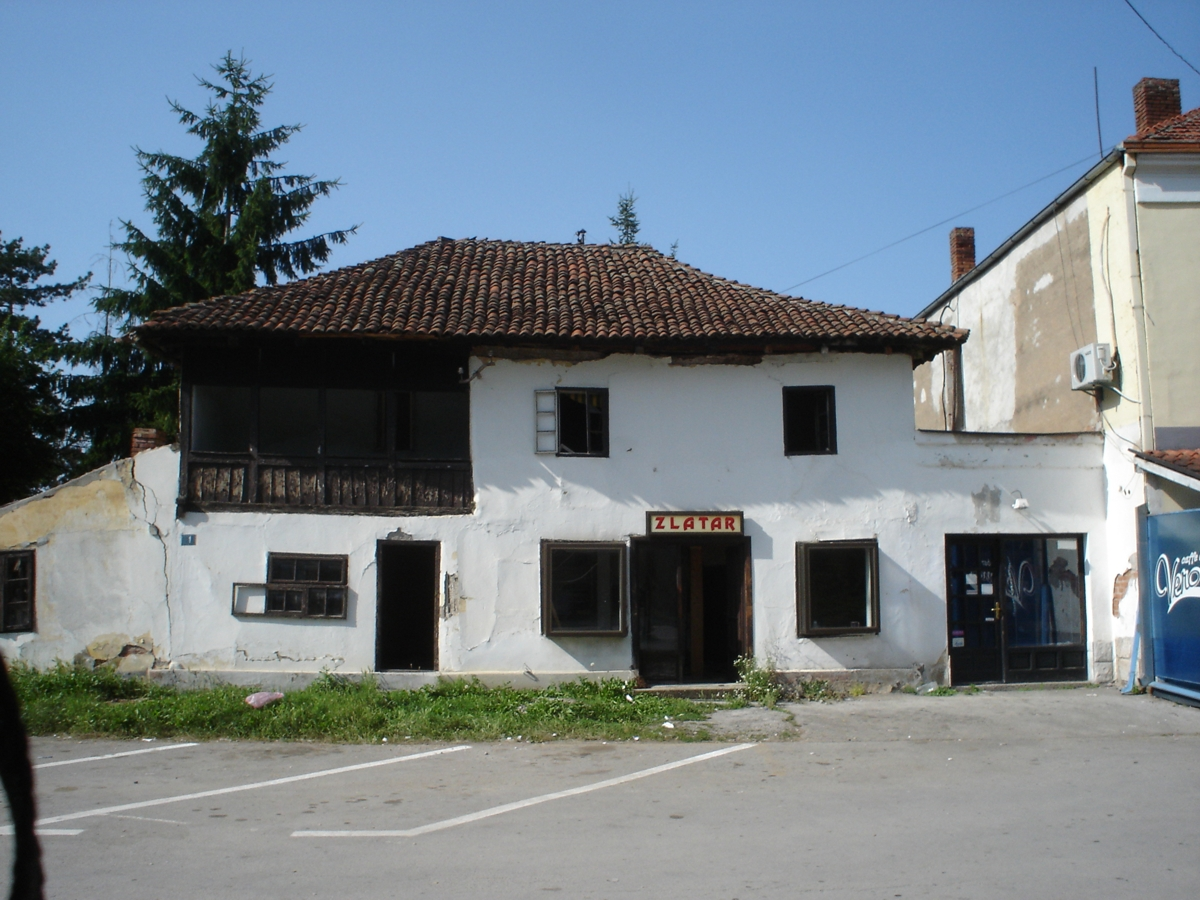
Maison ancienne à Arilje

Arilje et sa région sont propices au tourisme et aux loisirs de montagne, notamment la randonnée, la chasse et la pêche sportive. Parmi les sites naturels figure la source de Bjeluša (en serbe : Bjeluška potajnica), considérée comme un monument naturel de catégorie III sur la liste de l'UINC. On peut encore citer la gorge d'Okruglica–Visočka klisura, la gorge d'Orlovača, dont les falaises  calcaires dominent de 400 m le cours du Rzav ou la source thermo-minérale de Visočka banja, qui jaillissent à 600 m d'altitude à une température de 27 °C et qui sont riches en potassium, en magnésium et en hydro-carbonates,. La source de la grotte de Vodena pećina, près d'Okruglica et de Bjeluša, est située dans le canyon de la rivière Panjica et constitue un phénomène naturel remarquable ; le botaniste serbe Josif Pančić y a découvert une espèce endémique de campanule qu'il a baptisée Campanula secundiflora. Deux autres grottes importantes sont situées sur le territoire de la municipalité : la Pećina Megara, située au nord de Visočka banja, et la Pećina Zijača.

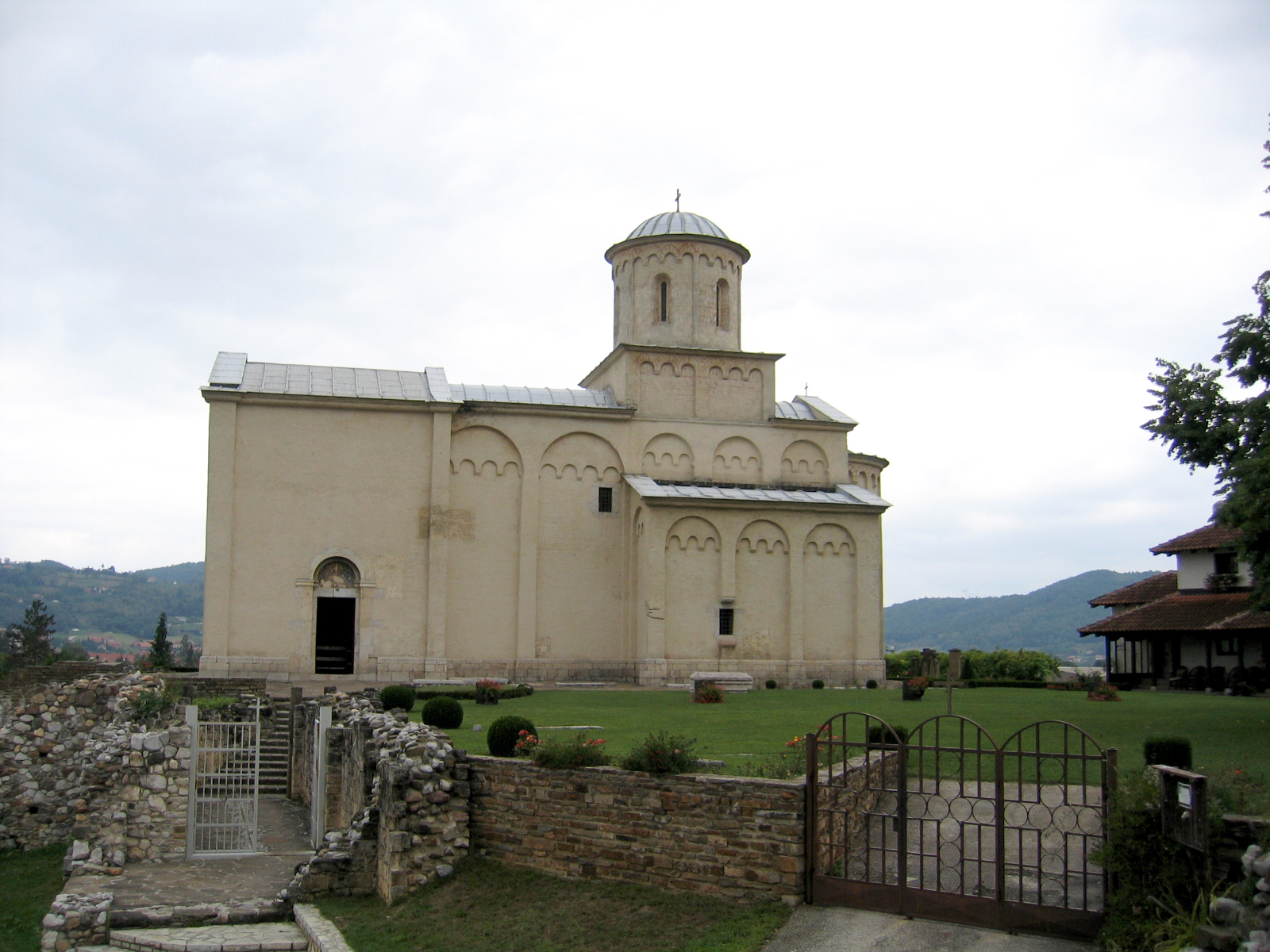
L'église Saint-Achille a Arilje

Arilje intra muros conserve plusieurs édifices anciens, dont l'église Saint-Achille (en serbe : Crkva Svetog Ahilija), dédiée à saint Achille de Larissa qui participa au premier concile de Nicée en 325 ; cette église, classée sur la liste des monuments culturels de Serbie, a été construite à la fin du XIIe siècle. Elle est caractéristique de l'école de la Raška, qui mêle les architectures romane et byzantine. Elle abrite le tombeau du prince Urošic, le plus jeune fils du roi Stefan Dragutin, ainsi que des fresques, dont la plus célèbre représente le roi portant le modèle de l'église,. Parmi les édifices civiles, on peut citer le konak de Jovan Mićić, construit en 1823 ou la Vieille école (Stara škola), construite en 1834 et qui accueille aujourd'hui la galerie de peintures de la ville. Le territoire municipal abrite également des monuments intéressants, comme l'église Saint-Nicolas de Brekovo, classée, construite au XIIIe siècle et entièrement rénovée entre 1575 et 1625,. L'église de la Sainte-Trinité à Bjeluša a été édifiée entre 1818 et 1820, à l'emplacement d'une ancienne église en bois. L'église de la Sainte-Ascension-de-Notre-Seigneur à Dragojevac a été construite en 1924 sur les vestiges d'une église remontant XIIIe siècle. Parmi les autres édifices religieux de la région, on peut encore citer la petite église Saint-Élie, située au hameau de Gradina, sur le territoire du village de Trešnjevica, ou encore le monastère de Klisura, à Dobrače, sur la rive gauche de la Moravica, et dont l'église, dédicacée aux archanges Michel et Gabriel, date du XIIIe siècle.

## Personnalités
Jovan Mićić (1785-1844) était un haïdouk et un combattant du premier et du second soulèvement serbe contre les Ottomans ; né à Mačkat dans l'actuelle municipalité de Čajetina, il a été enterré en 1856 dans le cimetière de l'église Saint-Achille d'Arilje. Stevan Čolović (1910-1941), un Partisan communiste de la Seconde Guerre mondiale, est né à Radobuđa, près d'Arilje ; il a reçu le titre de héros national de la Yougoslavie. Un autre héros national, Radoš Bojović (1919-1943), est originaire de Radoševo ; depuis la guerre, ce village est ainsi nommé en son honneur. Svetolik Lazarević (1910-1964), un juriste et une personnalité politique qui a également combattu aux côtés des Partisans, est né dans le hameau de Gospić.
L'écrivain Dobrilo Nenadić est né en 1940 à Vigošte, près d'Arilje. Le poète et journaliste Branislav Petrović (1937-2002) est né à Bjeluša. Le physicien, biophysicien et académicien Miljko Satarić est né dans le village de Mirosaljci en 1948.

## Coopération internationale
Arilje a signé des accords de partenariat avec les villes suivantes :
- Lenart (Slovénie)
- Šmarje pri Jelšah (Slovénie)